# Notodoma lewisi
Notodoma lewisi är en skalbaggsart som beskrevs av Edmund Reitter 1910. Notodoma lewisi ingår i släktet Notodoma och familjen stumpbaggar. Inga underarter finns listade i Catalogue of Life.